# Veitch Memorial Medal

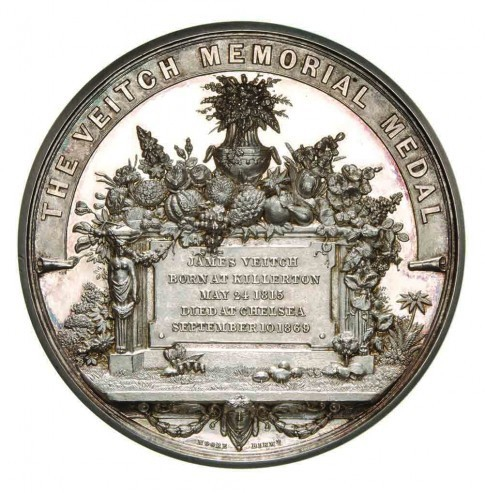
Veitch Memorial Medal

La Veitch Memorial Medal (Medaglia commemorativa Veitch) è un premio internazionale emesso ogni anno dalla Royal Horticultural Society.
Il premio è assegnato a "persone di qualsiasi nazionalità che hanno dato un contributo eccezionale al progresso e al miglioramento della scienza e della pratica dell'orticoltura".

## Storia
Il premio fu assegnato per la prima volta nel 1870, in memoria di James Veitch. In un primo momento, il premio è stato emesso dal Veitch Memorial Trust.  Dal 1922, la Royal Horticultural Society, dopo aver rilevato il Trust, ha assegnato la medaglia.